# Scarperia
Scarperia es una localidad italiana de la ciudad metropolitana de Florencia, región de Toscana, con 7.663 habitantes. El Autódromo Internacional del Mugello se ubica en esta localidad.

Ubicación de la ciudad de Scarperia dentro de la provincia de Florencia.

## Evolución demográfica
| Gráfica de evolución demográfica de Scarperia entre 1861 y 2001 |
|                                                                 |
| Fuente ISTAT - Elaboración gráfica por parte de Wikipedia       |